# Življenje je čudež
Življenje je čudež (srbsko Život je čudo/Живот је чудо) je srbski dramski film iz leta 2004, ki ga je režiral Emir Kusturica in zanj napisal scenarij skupaj z Rankom Božićem. Dogajanje je postavljeno v Bosno in Hercegovino leta 1992 v času vojn v Jugoslaviji. Srbski železniški inženir Luka (Slavko Štimac) se z ženo Jadranko (Vesna Trivalić) in sinom Milošem (Goran Jevtić) preselil v manjši gorski kraj v Bosni. Ob izbruhu vojne je Miloš vpoklican v vojsko, žena Jadranka pa pobegne z madžarskih glasbenikom. 
Film je bil premierno prikazan 14. maja 2004 in je naletel na dobre ocene kritikov ter bil tudi uspešen v italijanskih, ruskih, španskih, poljskih in francoskih kinematografih. Sodeloval je v tekmovalnem programu Filmskega festivala v Cannesu, kjer je bil nominiram za glavno nagrado zlata palma, osvojil pa nagrado francoskega izobraževalnega sistema in posebno omembo žirije. Osvojil je tudi rusko nagrado zlati orel za najboljši tujejezični film in francosko nagrado César za najboljši evropski film, ki si jo je delil s filmom Le poljub. Osvojil je še italijansko nagrado zlati globus za najboljši evropski film in nagrado za najboljši balkanski film na Mednarodnem filmskem festivalu v Sofiji ter bil nominiran za zlati klas na Mednarodnem filmskem festivalu v Valladolidu.

## Vloge
- Slavko Štimac kot Luka
- Nataša Šolak kot Sabaha
- Vesna Trivalić kot Jadranka
- Goran Jevtić kot Miloš
- Vuk Kostić kot Mitar
- Aleksandar Berček kot Veljo
- Stribor Kusturica kot kapitan Aleksić
- Nikola Kojo kot Filipović
- Mirjana Karanović kot Nada
- Branislav Lalević kot predsednik
- Obrad Djurović kot Vujan